# Химия твёрдого тела
Химия твёрдого тела — раздел химии, изучающий разные аспекты твердофазных веществ, в частности, их синтез, структуру, свойства, применение и др.
Её объектами исследования являются кристаллические и аморфные, неорганические и органические вещества.
Представления, развиваемые этой наукой, находят применение в микроэлектронике, синтезе новых материалов (керметов, сверхпроводников). Один из ярких примеров — самораспространяющийся высокотемпературный синтез (СВС).